# Biểu thức dạng đóng
Trong toán học, một biểu thức dạng đóng là một biểu thức toán học có thể được tính toán với số phép toán hữu hạn. Nó có thể chứa hằng số, biến số, một số phép toán "đã biết" (ví dụ: + − × ÷), và hàm số (ví dụ., các hàm căn bậc n, lũy thừa, lôgarit, hàm lượng giác, và các hàm hyperbol nghịch đảo), nhưng thường không có giới hạn. Tập hợp các phép toán và các hàm số được thừa nhận trong một biểu thức đóng có thể thay đổi theo tác giả và ngữ cảnh.
Các bài toán được cho là có thể thực hiện nếu chúng có thể được giải quyết dưới dạng biểu thức dạng đóng.

## Ví dụ: nghiệm củađa thức
Cách giải bất kỳ phương trình bậc hai nào với số phức có thể được thể hiện ở dạng đóng với các phép cộng, phép trừ, phép nhân, phép chia và căn bậc hai, chúng đều là các hàm cơ bản. Ví dụ, phương trình bậc hai:
{\displaystyle ax^{2}+bx+c=0,}
có thể thực hiện/theo dõi được vì các giải pháp của nó có thể được thể hiện dưới dạng biểu thức dạng đóng, tức là chỉ dùng các hàm cơ bản:
{\displaystyle x={-b\pm {\sqrt {b^{2}-4ac}} \over 2a}}
Tương tự lời giải của phương trình bậc ba và bậc bốn có thể được biểu diễn bằng các phép toán số học, khai căn bậc hai, và khai căn bậc ba, hoặc sử dụng các phép tính số học và lượng giác. Tuy nhiên, có những phương trình bậc năm mà không có các lời giải dạng đóng bằng cách sử dụng các hàm số cơ bản, chẳng hạn phương trình x5 − x + 1 = 0.
Một lĩnh vực nghiên cứu về toán học được đề cập đến với cái tên là lý thuyết Galois liên quan đến chứng minh rằng không có biểu hiện dạng đóng trong một số ngữ cảnh, dựa trên ví dụ trung tâm của các lời giải dạng đóng đối với đa thức.